# Гусман, Хуан Хосе
Хуан Хосе Гусман (исп. Juan José Guzmán; июль 1797, Ла-Уньон — 19 октября 1847, Сан-Висенте) — сальвадорский военный и политический деятель, дважды Президент Сальвадора с 1842 по 1844 год.

## Биография
Изучал право в Университет Сан-Карлос (Гватемала). Стал доктором гражданского права. Позже начал военную карьеру.
Участник движения за независимость Сальвадора, вернулся на родину, чтобы бороться против вторжения мексиканско-гватемальских войск под руководством Висенте Филисола, которые заняли провинцию Сан-Сальвадор и присоединили её к Мексиканской империи. За проявленную отвагу стал лейтенантом. Стал депутатом провинциального конгресса, созданного в Сан-Сальвадоре в конце 1822 года .
Работал в администрации президента Соединённых Провинций Центральной Америки Мануэ́ля Хосе́ Арсе́.
Профессиональный военный. Во время Гражданской войны в Центральной Америке (1826—1829) вместе с Хоакином де Сан-Мартином служил в сальвадорской армии, дослужился до полковника.
В феврале 1829 года был избран прокурором Верховного суда Сальвадора. Переизбирался на этом посту в 1832 году. Позже был военным комендантом департамента Сан-Висенте. Под натиском Анастасио Акино, предводителя индейского восстания, в 1833 году бежал в Сан-Мигель (Сальвадор).
После неудачного участия в восстании против Хоакина де Сан-Мартина эмигрировал из страны.
консервативный политик, член партии Partido Conservador Франсиско Малеспина Эрреры, который оказывал серьёзное влияние на решения правительств Норберто Рамиреса, Хуана Линдо, Хосе Эсколастио Марина, Хуана Хосе Гусмана и Фермина Паласиоса Ульоа. Вернулся в Сальвадор в 1835 году.
В 1840 году был избран депутатом второго Учредительного собрания Сальвадора (1840—1841), в том же году стал судьёй Верховного суда страны.
12 апреля 1842 года Хосе Эсколастико Марин передал ему пост президента Сальвадора. Занимал президентское кресло до 30 июня 1842 года. 26 сентября 1842 года стал первым законно избранным президентом страны.
10 декабря 1843 года, когда Гусман находился в поездке в Сан-Мигеле, Малеспин объявил его смещённым, а на пост президента временно поставил сенатора Каетано Молину. 20 декабря Гусман предстал перед Законодательным собранием, и заявил о своей отставке, а пост главы государства передал вице-президенту Педро Хосе Арсе.
За время своего пребывания в должности президента Сальвадора разорвал дипломатические отношения с Коста-Рикой и инициировал переговоры с Никарагуа и Гондурасом о создании Центральноамериканской конфедерации.
Поселился в Сан-Висенте, где был убит 19 октября 1847 года.